# حادثه گلایویتس

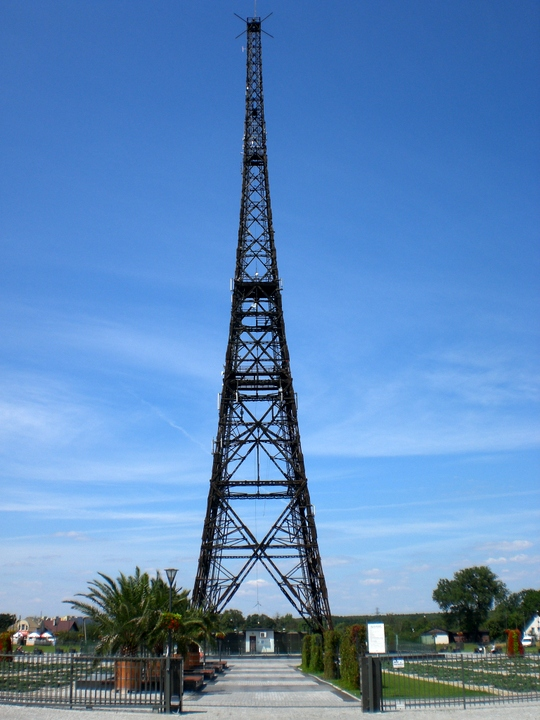
برج رادیوی گلیویتس در حال حاضر

عملیات گلایویتس (به انگلیسی: Gleiwitz incident؛ به آلمانی: Überfall auf den Sender Gleiwitz؛ به لهستانی: Prowokacja gliwicka) نام عملیاتی بود که در ۳۱ اوت ۱۹۳۹ با حملهٔ تعدادی از نیروهای آلمانی با لباس نظامیان لهستانی به ایستگاه رادیویی گلایویتس در مرز میان آلمان و لهستان انجام شد. آلمان با انجام این عملیات فریبکارانه (عملیات پرچم دروغین) بهانهٔ لازم برای حمله به لهستان و شروع جنگ دوم جهانی را فراهم کرد. آلفرد ناویوکس فرمانده آلمانی این عملیات، بعداً در دادگاه نورنبرگ به این صحنه سازی اعتراف کرد.